# Georgetown, Ontario
Georgetown är en ort i Kanada.   Den ligger i provinsen Ontario, i den sydöstra delen av landet, 400 km sydväst om huvudstaden Ottawa. Georgetown ligger 253 meter över havet och antalet invånare är 40 150.
Terrängen runt Georgetown är platt, och sluttar brant österut. Runt Georgetown är det tätbefolkat, med 683 invånare per kvadratkilometer.. Närmaste större samhälle är Brampton, 12,6 km öster om Georgetown.
Omgivningarna runt Georgetown är en mosaik av jordbruksmark och naturlig växtlighet.